# Confédération syndicale indépendante du Luxembourg
La Confédération syndicale indépendante du Luxembourg (en luxembourgeois : Onofhängege Gewerkschaftsbond Lëtzebuerg), abrégé en OGBL est la principale organisation syndicale représentative du Luxembourg. Elle possède la majorité absolue à l'assemblée plénière de la Chambre des salariés. Elle revendique plus de 75 000 adhérents.

## Histoire
L’OGBL a été fondée en 1979 par les responsables syndicaux issus de la  principale fédération syndicale ouvrière, Lëtzbuerger Aarbechterverband (LAV), et de la principale fédération syndicale des employés du secteur privé (FEP).
À ce regroupement syndical important participaient également des dirigeants de l’association des employés de banque et des assurances (ALEBA) ainsi que ceux du syndicat des artisans neutres (NGL).
La création de l’OGBL a permis un regroupement de ces deux composantes du syndicalisme luxembourgeois qui en est ressorti renforcé et profondément modernisé.
L’OGBL a été rejointe ensuite par la fédération générale des instituteurs luxembourgeois (FGIL), par l’association des chauffeurs professionnels (ACAL) et par la fédération des travailleurs du livre (FLTL).

## Structure
L'OGBL a son siège à Esch-sur-Alzette. L'OGBL est constituée au niveau sectoriel de 15 syndicats professionnels, au niveau interprofessionnel de 7 départements, et au niveau géographique de plusieurs dizaines de sections locales.
L'OGBL tient un congrès national tous les 5 ans. Elle est dirigée par un bureau exécutif de 8 membres dont la Présidente actuelle, élue au congrès des 6 et 7 décembre 2019, est Nora Back.
| Identité                            | Période | Période  | Durée  |
| Identité                            | Début   | Fin      | Durée  |
| ----------------------------------- | ------- | -------- | ------ |
| John Castegnaro (d) (1944 - 2012)   | 1979    | 2004     | 25 ans |
| Jean-Claude Reding (d) (né en 1954) | 2004    | 2014     | 10 ans |
| André Roeltgen (d) (né en 1959)     | 2014    | 2019     | 5 ans  |
| Nora Back (d) (née en 1979)         | 2019    | En cours | 6 ans  |

## Syndicats
Les seize syndicats affiliés à l'OGBL sont :
- Syndicat Alimentation et Hôtellerie ;
- Syndicat Bâtiment, Artisanat du Bâtiment et Constructions métalliques ;
- Syndicat Bois, Caoutchouc, Céramique, Chimie. Ciment, Papier, Plastique, Textiles et Verre ;
- Syndicat Chemins de Fer-FNCTTFEL/Landesverband[2] ;
- Syndicat Commerce ;
- Syndicat Education et Sciences (SEW) ;
- Syndicat Imprimeries, Médias et Culture (FLTL) ;
- Syndicat Santé, Services sociaux et éducatifs ;
- Syndicat Secteur Financier ;
- Syndicat Services et Energie ;
- Syndicat Services privés de Nettoyage, d’Hygiène et d’Environnement ;
- Syndicat Service public OGBL/Landesverband ;
- Syndicat Sidérurgie et Mines ;
- Syndicat Transformation sur métaux ;
- Syndicat Transport sur Route & Navigation/ACAL

## Affiliations internationales
L'OGBL forme avec la FNCTTFEL (Fédération nationale des cheminots, travailleurs du transport, fonctionnaires et employés luxembourgeois) la Confédération générale du travail luxembourgeoise qui est adhérente à la Confédération syndicale internationale et à la Confédération européenne des syndicats. En raison de la petite taille des organisations luxembourgeoises, l'OGBL et le LCGB (Fédération des syndicats chrétiens luxembourgeois) ont créé un Secrétariat européen commun (SECEC) destiné à représenter les syndicats représentatifs luxembourgeois auprès des institutions européennes.